# Cerdas
Cerdas ist eine Ortschaft im Departamento Potosí im südamerikanischen Anden-Staat Bolivien.

## Lage im Nahraum
Cerdas ist eine Gemeinde im Municipio Uyuni in der Provinz Antonio Quijarro. Die Ortschaft liegt auf einer Höhe von 3871 m am Ostrand der „Gran Pampa Pelada“, einer Salzsteppe, die sich südlich an den Salzsee Salar de Uyuni anschließt und eine Fläche von annähernd 10.000 km² umfasst.

## Geographie
Cerdas liegt am Südostrand des bolivianischen Altiplano vor dem Höhenrücken der Cordillera de Chichas, die 30 Kilometer östlich von Cerdas mit dem Cerro Chorolque (5614 m) ihre höchste Erhebung hat. Das Klima in der Region ist ein typisches Tageszeitenklima, bei dem die mittleren Temperaturunterschiede zwischen Tag und Nacht deutlicher ausfallen als zwischen den Jahreszeiten.
Die Jahresdurchschnittstemperatur der Region beträgt 9 °C (siehe Klimadiagramm Uyuni), die Monatswerte schwanken zwischen 5 °C im Juni/Juli und gut 11 °C in den Sommermonaten von November bis März. Der Jahresniederschlag erreicht kaum 150 mm, und während acht Monate lang nahezu kein Niederschlag fällt, reicht selbst der Sommerniederschlag mit Monatswerten zwischen 20 und 50 mm kaum für nennenswertes Pflanzenwachstum.

## Verkehrsnetz
Cerdas liegt an der Straßen- und Eisenbahn-Verbindung von Uyuni nach Tupiza, in einer Entfernung von 282 Straßenkilometern südwestlich von Potosí, der Hauptstadt des Departamentos.
Von Potosí aus führt die überregionale Nationalstraße Ruta 5 in südwestlicher Richtung über 208 Kilometer bis nach Uyuni. Von dort aus führt die 197 Kilometer lange Ruta 21 über Cerdas und Atocha nach Tupiza, wo sie auf die Ruta 14 stößt, die weiter nach Villazón an der Grenze zu Argentinien führt.

## Bevölkerung
Die Einwohnerzahl von Cerdas ist in den letzten beiden Jahrzehnten angestiegen. Während bei der Volkszählung 1992 für die beiden Bahnstationen Colchani und Cerdas eine gemeinsame Einwohnerzahl von 799 Einwohnern notiert war, betrug diese bei der Volkszählung 2012 für Colchani 625 Einwohner und für Cerdas 345 Einwohner.
| Jahr | Einwohner         | Quelle       |
| ---- | ----------------- | ------------ |
| 1992 | keine Detaildaten | Volkszählung |
| 2001 | 289               | Volkszählung |
| 2012 | 345               | Volkszählung |
| 2024 |                   | Volkszählung |

Die Region weist einen deutlichen Anteil an Quechua-Bevölkerung auf, im Municipio Uyuni sprechen 43,4 Prozent der Bevölkerung Quechua.